# 미누
미누(2003년 9월 26일 ~)는 대한민국의 래퍼다. 2020년 싱글 《Flashback》으로 정식 데뷔했다.

## 방송
- 쇼미더머니 8 (2019) - Top31
- 쇼미더머니 9 (2020)
- THE KOLOR - 더 컬러 (2020)
- 고등래퍼 4 (2021) - Top24
- 드랍더비트 (2022) - 영상 심사 탈락
- 랩컵 (2024) - Top32(18위)

## 음반
| 발매일 | 앨범          | 가수명 |
| ------ | ------------- | ------ |
| 2020   | 《Stole》     | 미누   |
| 2020   | 《Flashback》 | 미누   |
| 2021   | 《Addicted》  | 미누   |
| 2021   | 《91 Croco》  | 미누   |